# 가락동 (부산)
가락동(駕洛洞)은 부산광역시 강서구의 행정동이다. 법정동인 죽림동, 식만동, 죽동동, 봉림동을 관할한다. 쌀 농사가 주 소득원인 전형적인 농촌 지역이다.

## 역사
임진왜란 때까지는 낙동강 하구로 죽도(竹島)를 제외하고는 바닷물이 드나드는 넓은 황무지였다. 17세기부터 주민들이 개간하여 정주하기 시작했고, 일제강점기와 1950~60년대를 거치면서 현재와 같은 지형을 갖추게 되었다. 과거 죽도였던 산에 임진왜란에 일본군이 쌓았던 김해 죽도왜성이 있다.

## 법정동
- 죽림동(竹林洞)
- 식만동(食滿洞)
- 죽동동(竹洞洞)
- 봉림동(鳳林洞)

## 문화재
- 김해 죽도왜성: 기념물 제47호

## 교육
- 가락초등학교 (죽림동)
  - 해포분교 (폐교) - 가락대로1182번길 9 (봉림동)
- (구) 가락중학교 - 가락대로 1405 (죽림동)
- 부산소프트웨어마이스터고등학교